# Madimbania
Madimbania är ett släkte av insekter. Madimbania ingår i familjen gräshoppor.
Kladogram enligt Catalogue of Life:
| Madimbania | \| \| Madimbania cephalicus \| \| \| \| \| \| Madimbania madimbana \| \| \| \| |
|            | \| \| Madimbania cephalicus \| \| \| \| \| \| Madimbania madimbana \| \| \| \| |
|            | Madimbania cephalicus                                                          |
|            |                                                                                |
|            | Madimbania madimbana                                                           |
|            |                                                                                |